# Megachile policaris
Megachile policaris är en biart som beskrevs av Thomas Say 1831. Megachile policaris ingår i släktet tapetserarbin, och familjen buksamlarbin. Inga underarter finns listade i Catalogue of Life.